# Arne Nyman
Johan Arne Nyman, född 10 juni 1918 i Visby, Gotland, död 6 maj 1987 i Vällingby, Stockholm, var en svensk målare och författare.
Efter genomgångna studier vid läroverk utbildade han sig under 1930-talet vid Skånska målarskolan i Malmö, Høyers målarskola i Köpenhamn samt på Kunstakademiet i Köpenhamn 1935-1939.  Han gav ut diktsamlingarna Den dolda bilden (1939), Tvivlets timma (1940), Till en flyende (1945) och Ytor (1955).
Arne Nyman var son till lektor Wilhelm Nyman och Dagny Henschen samt bror till Britt G. Hallqvist och Eberhard Nyman. Hans morfar var professorn i invärtesmedicin Salomon Eberhard Henschen och han var kusin till professorn i neurologi David H. Ingvar och dennes syster Cilla Ingvar. Arne Nyman var 1940–1945 gift med barnboksillustratören Ingrid Vang Nyman. Paret hade sonen tidningstecknaren Peder Nyman. År 1956 gifte han sig med Ingrid Wahlström (1920–2011), omgift Fredriksson, dotter till civilingenjören Magnus Wahlström och Sigrid Björklund. Från 1967 till sin död var han gift med översättaren Svetlana Söderberg Nyman (född 1935).

## Priser och utmärkelser
- 1945 – Svenska Dagbladets litteraturpris
- 1961 – Sveriges Radios Lyrikpris